# Nitiobrogi

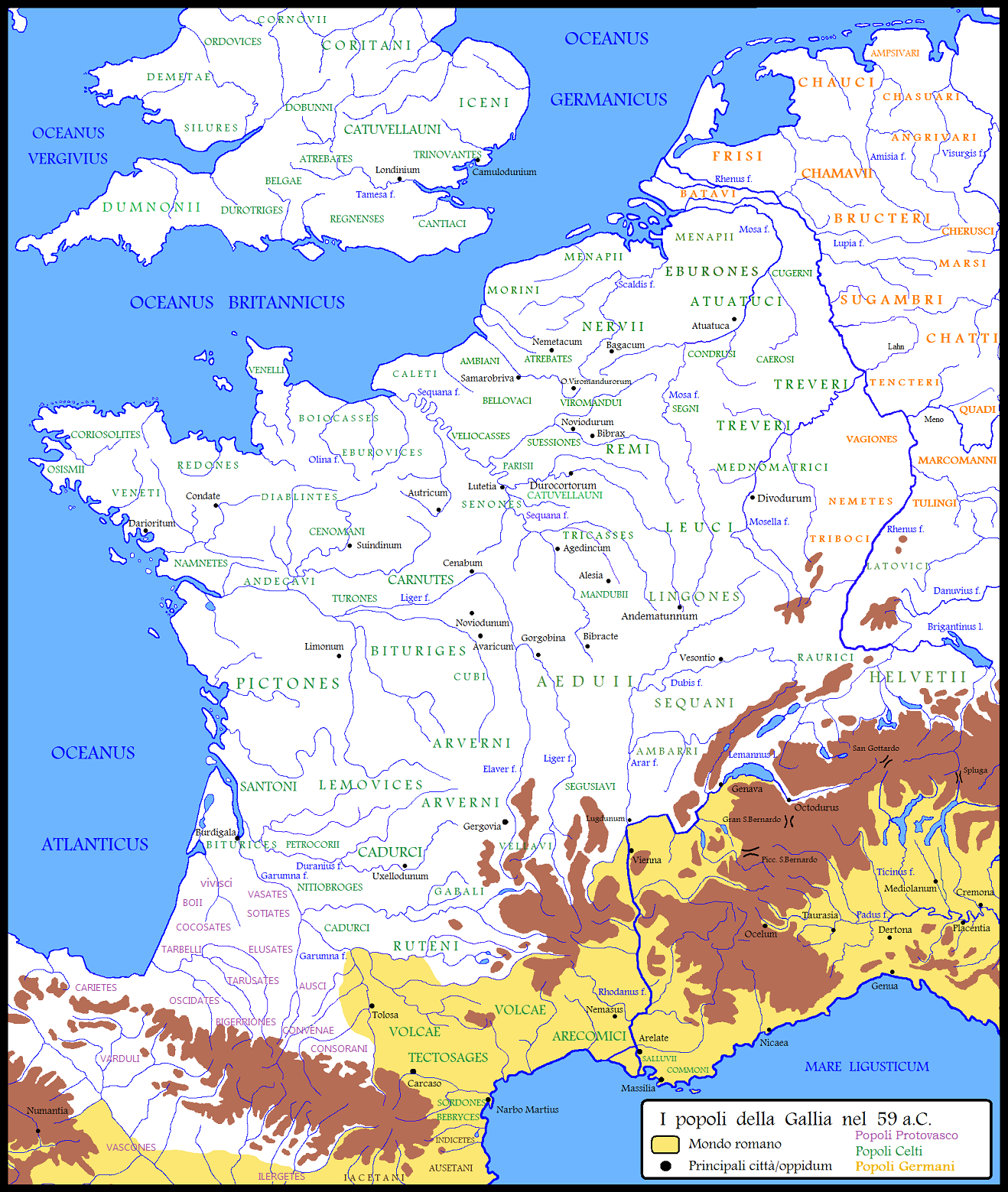
Mappa della Gallia nel 59 a.C., prima della conquista di Cesare

I Nitiobrogi furono un popolo celtico il cui territorio si situa nell'attuale territorio di Agen. Alla loro testa vi era un re, Teutomato, figlio di Ollovico, che prese parte con i suoi uomini all'assedio di Gergovia.

## Questioni etnonimologiche ed etimologiche
Persino lo stesso etnonimo ha posto a lungo dei problemi di grafia e quindi di interpretazione. Le fonti letterarie antiche (Cesare, Strabone, o Tolomeo) riportano la forma «Nitiobrigi», ma alcune varianti presenti già in Cesare o nella Tabula Peutingeriana propendono per la forma «Nitiobrogi». Quanto all'epigrafia, essa non può essere di alcun aiuto: le iscrizioni riferite ai "Nitiobrogi" non riportano che l'inizio della parola. 
La scoperta a Mailly-le-Camp (Aube) di un torque della metà del I secolo a.C., recante 3 volte l'iscrizione "Nitiobroges" in alfabeto greco, ha permesso di risolvere definitivamente la questione.
Da un punto di vista etimologico, il nome "Nitiobrogi" può tradursi con "Quelli che sono integrati in una data unità politico-territoriale". O anche, "Quelli che hanno la propria patria".

## Territorio
L'insediamento dei Nitiobrogi nella media valle della Garonna sembra assai tardo visto che lo si data dal III secolo a.C., o all'inizio del II secolo a.C.
All'inizio del I secolo il loro oppidum principale era Aginnon (altopiano dell'Ermitage dominante l'attuale città di Agen).